# Puff, the Magic Dragon
《Puff, the Magic Dragon》(마법의 용 퍼프)은 1963년 피터 폴 앤 매리가 만든 노래이다. 한국에선 Puff가 마약을 의미한다는 이유로 금지된 적이 있다.